# Continență sexuală

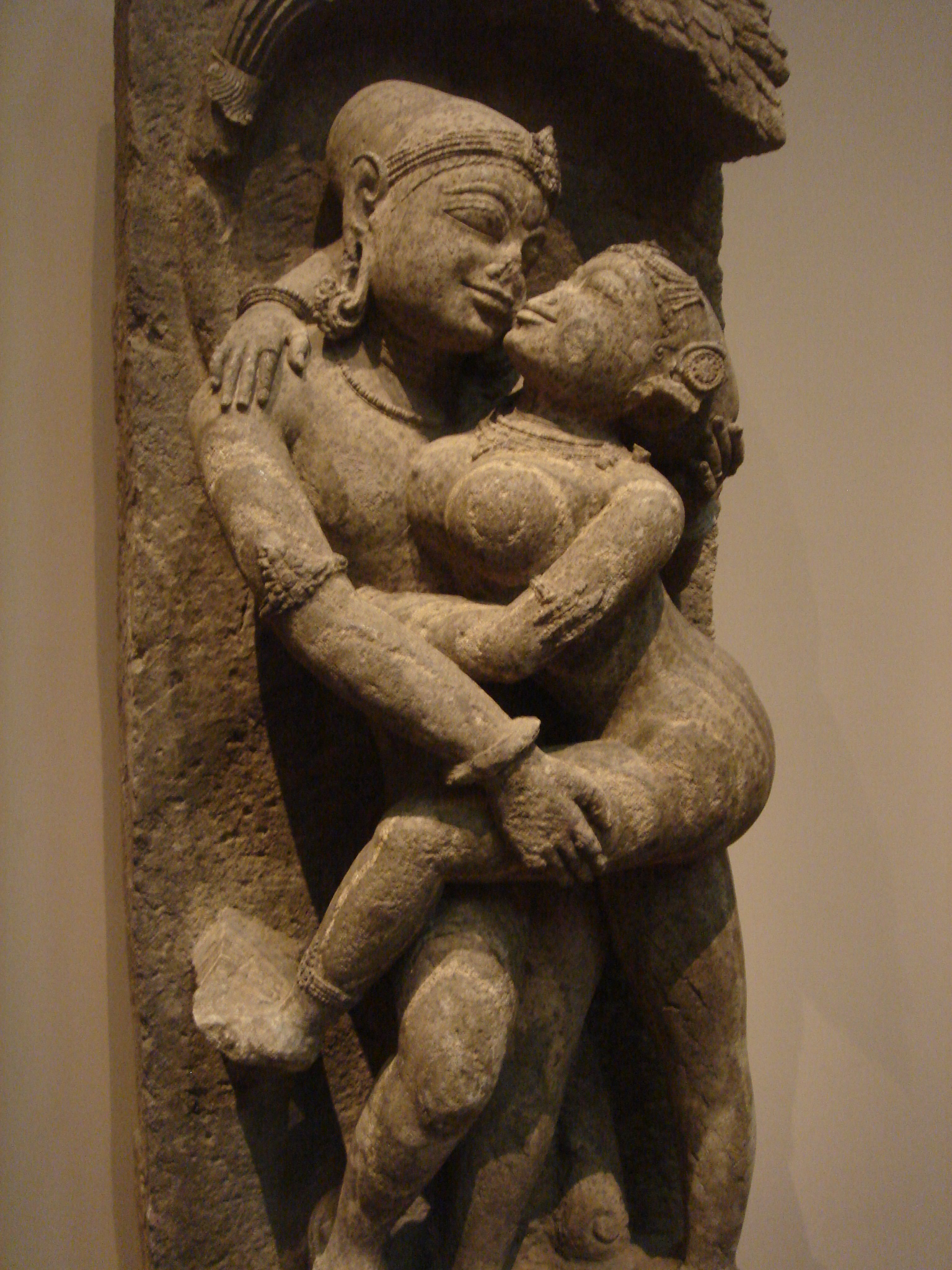
Cuplu într-o postură erotică, Maithuna, dinastia Ganga din Est, sec. 13 Orissa, India

Continența sexuală, cunoscută în cultura occidentală și sub numele de coitus reservatus (coitus – „uniune sexuală”, reservatus - „salvat, prezervat”), este o practică orientală străveche menționată în tantrism și în taoism  și este cunoscută ca o formă de uniune sexuală în care cuplul își controlează ejacularea, fie amânând această fază și rămând în faza de platou a contactului amoros cât de mult este posibil  și evitând ejacularea, fie reușind să aibă orgasmul fără ejaculare, așa numita separare a orgasmului de ejaculare. Un alt termen folosit pentru acest fel de uniune sexuală este cuvântul karezza.
Cuvântul karezza se presupune că  este derivat din italianul "carezza" care înseamnă "mângâiere, dezmierdare". Există și alte opinii, Alan W. Watts susținând că este un cuvânt persan. Alice Bunker Stockham a inventat cuvântul karezza și este considerat un sinonim pentru maithuna din Tantra hindusă.
Rozicrucienii  practicau “coitus reservatus” sau “karezza” ca o practică ezoterică.

## În Orient - Maithuna

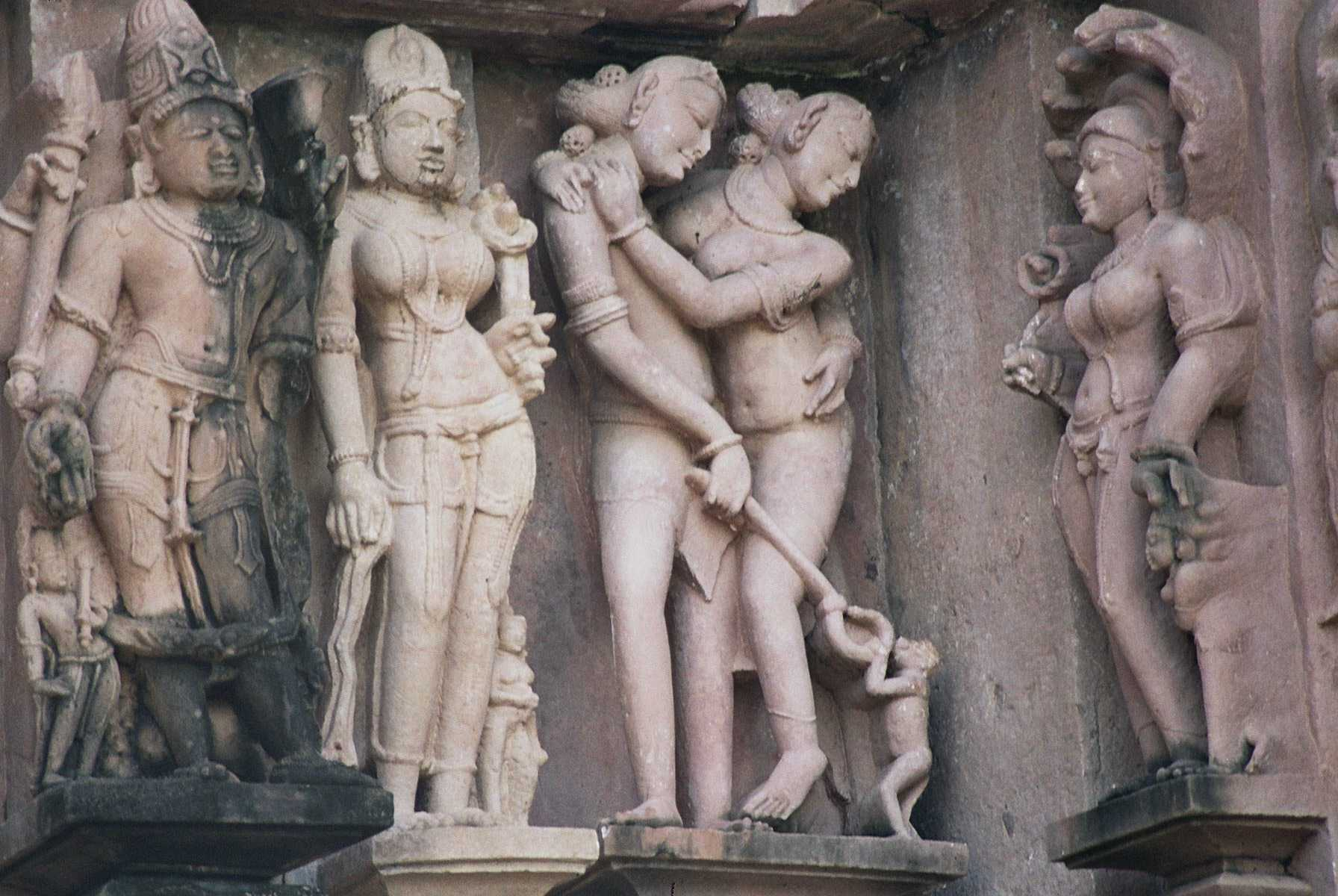
Templul Khajuraho, India

Practicile sexuale inițiatice sau ritualice au în Orient rădăcini foarte vechi, unii ceretători susținând ca vechiul cult al Zeiței și cultul simbolurilor falice sau ale yoniului(în fapt shiva-linga este un lingam în interiorul yoniului , reprezentând   uniunea amoroasă) au  origini prevedice, respectiv în culturile Mohenjo Darro și  Harrapa .

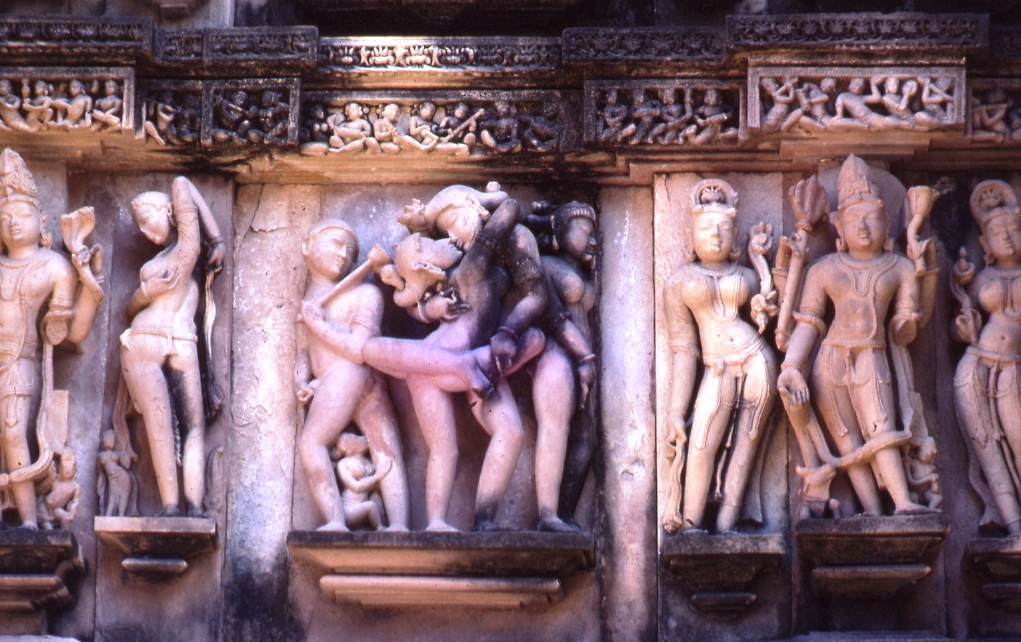
Maithuna, templul Lakshmana, Khajuraho, Madhya Pradesh, India.

Această teorie este susținută și de prezența unui corpus de texte erotice inițiatice  mare, chiar și cele vulgare păstrând în China o amprentă  inițiatică, spre deosebire de celelalte  literaturi erotice, cum ar fi cele occidentale, romane, grecești sau medievale. Acest tip de texte în India este reunit sub sintagma Kamashastra  și conține  anumite  tratate despre erotism de asemenea unice, cum ar fi Kama Sutra. Aceasta literatură erotică inițiatică este susținută de răspândirea acestei viziuni în artă și cultură, cum ar fi în India aceste  temple uriașe împodobite cu nenumărate statui ce abordează această temă a sexualității sacre:Khajuraho, Konark dar și altele. În ciuda acestei aparente dezinhibiții sexuale, societatea hindusă tradițională a ultimelor secole este chiar mai puritană  decât cea creștină occidentală.
Despărțite doar de culmile Himalayei,cele două mari culturi, India și China, au schimburi și influențe culturale și religioase ușor de observat, și în acest sens, despre legătura dintre tantrism și taoism, Eliade spune:

"Se poate decela, în practicile sexuale daoiste, o anumită influență indiană, în special aceea a tantrismului de <<mâna stangă>>, care elaborase o metodă yogină de a obține oprirea atât a respirației, cât și a emisiei seminale. Ca și în tantrism, terminologia sexuală daoistă se referă atât la operații mentale, cât și la experiențe mistice, deopotrivă."

### Tantrism

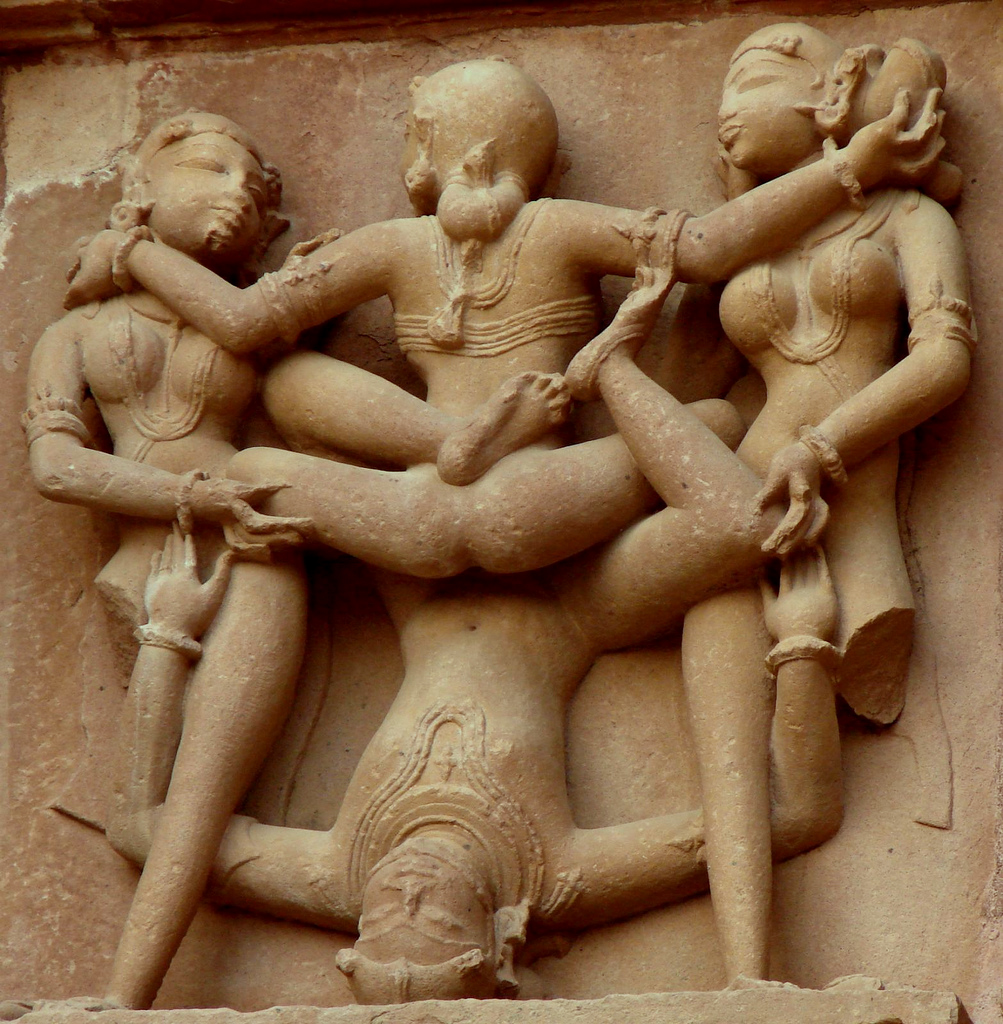
Una din cele mai cunoscute sculpturi erotice ce aparține complexului de la Khajuraho, Madhya Pradesh, India integrat în patrimoniului mondial UNESCO

Așa cum în creștinism există cele două căi prin care se consideră că se poate obține mântuirea, cea monastică și cea familială, la fel Tantra spune că există două căi prin care se poate obține moksha sau eliberarea finală. Calea mâinii stângi (Vamachara), ce implică sexualitatea, și calea mâinii drepte (Dakshinachara), cea a abstinenței (brahmacharya).
Astfel, în Vamachara, maithuna este actul sexual propriuzis, ritualic, adus ca ofrandă(consacrat), fiind o componentă a ritualului numit Panchatattva (ritualul celor cinci elemente). Practic acest fel de ofrandă (Puja) nu diferă de celelalte feluri de puja decât prin introducerea maithuna (uniunii sexuale), care este adusă ca ofrandă alături de celelalte elemente. În acest sens am putea spune că celelalte elemente au mai degrabă rolul de a sugera transformarea actului sexual în sine în ofrandă, prin asociere, altfel, aducerea hranei ca ofrandă este un element comun tuturor religiilor.
Mai ales tantrismul mâinii stângi este o cale destul de controversată în raport cu hinduismul ortodox, și pentru că implică uneori invocarea unor divinități al căror cult este mai puțin răspândit - putem vorbi fie de tantrizarea anumitor divinități ale panteonului hindus (cum ar fi Kali, Ganesha, etc), fie de promovarea anumitor forme specifice ale acestor divinități(cum ar fi Sadhashiva pentru Shiva) - și implicarea inițiatului în ritualuri uneori în totală opoziție cu prescripțiile cultului religios clasic hindus, cum ar fi meditația în cimitire sau terenuri de incinerare, permisiunea de a te angaja în acțiuni și activități prohibite sau considerate a fi păcate în tradiția ortodoxă, cum ar fi adulterul, consumul de carne într-o societate declarat vegetariană, orgii sexuale, și chiar și altele și mai "scandaloase" după cum și Mircea Eliade arată:

Calea pe care o propovăduiește tantrismul este, cel puțin în aparenta, o "cale ușoară". Unul din primele tratate buddhiste, Guhyasamaja Tantra, afirmă hotărât că: "nimeni nu reușește să dobîndească perfecțiunea prin operații grele și plictisitoare; dar perfecțiunea poate fi dobândită cu ușurință prin satisfacerea tuturor dorințelor (ed Bhatacharyya, Gaekwad's Oriental Series, vol 53, Baroda, 1931, p. 27. Același text precizează că excesul, desfrâul sunt permise (de exemplu să mănânci orice fel de carne, inclusiv carnea de om, p.26 etc.), că tantricul poate ucide orice animal, că poate minți, poate fura, poate comite adulter etc. (p.120).

Explicația filozofică a unui astfel de comportament ține de identitatea contrariilor care sunt dizolvate fie în substratul cosmologic care este considerat a fi Vidul (Sunya), fie în sursa unică supremă, Brahman sau Dumnezeu.
Totuși această cale tantrică nu este prescrisă tuturor ci doar anumitor ființe care au înclinație pentru ea, numite vira. Pentru ceilalți și în afara ritualului, textele vedice interzic cu strictețe și consumarea vinului și uniunea sexuală mai des decât odată pe lună.
În Vamachara, continența sexuală este o componentă fundamentală, intrinsecă ritualului, după cum toate tratatele de specialitate arată. În fapt continența sexuală ia locul brahmachariei sau abstinenței din calea mâinii drepte sau din tradiția ortodoxă. Tocmai de aceea în calea mâinii stângi este o considerată o regulă foarte importantă reprezentând, tehnic și fiziologic, esența acestei căi ce implică sexualitatea.
Importanța  acestei reguli ține se pare și de anumite implicații fiziologice ale pierderii sau păstrarii sămânței. Aceste aspecte fiziologice sunt subliniate în toate formele de continență sexuală, și occidentale și orientale, tantrice sau taoiste. Inițiatul se străduiește să obțină continența sexuală, păstrarea sămânței, transmutarea și sublimarea ei, pentru a obține o sănătate de fier, viață lungă, vitalitate si virilitate, charisma și chiar siddhisuri (puteri psihice sau paranormale).

Yoghinul care își ține sămânța învinge moartea. Așa cum eliminarea lui bindu duce la moarte, tot astfel reținerea lui duce la viață. Hatha-Yoga-Pradipika 3:85 

## În Occident -Coitus reservatussau Karezza
Coitus reservatus sau continența sexuală a fost practicată în China antică și în India antică. În Occident practica coitus reservatus este evocată pentru prima dată în Statele Unite de către John Humphrey Noyes, un socialist utopist care a integrat această practică  sexuală în valorile promovate de comunitatea Oneida: în 1872 în broșura sa  Contineța masculină prezintă beneficiile abținerii de la ejaculare pentru bărbat. Conceptul este reluat de către ginecologul Alice Bunker Stockham care îi consacră și o carte: Karezza, în 1896; autoarea abordează în egală masură această practică și esoteric, dar într-un mod mai pragmatic, prezentând beneficiile pentru armonia spiritulă în cadrul cuplului și contribuția la un mai bun control al sarcinii.

### Karezza
Stockham scrie , “... Karezza înseamnă “să manifești afecțiune atât în cuvinte cât și în gesturi”, și când asta se aplică uniunii care reprezintă manifestarea celei mai adânci afectivități umane, împlinirea iubirii, este folosită ca o tehnica pentru a realiza o uniune sexuală controlată." Așadar în practică, conform lui Stockham, este mai mult decât control de sine, este o comuniune în care cei doi parteneri se ajută reciproc pentru amplificarea experienței erotice dar în limitele controlului orgasmului. Conform lui Stockham aceasta este calea pentru a preîntâmpina multe probleme ce provin dintr-o abordare unilaterală a efortului de a obține controlul sexual. Contribuția lui Stockham este aceea de aplica această filozofie a controlului orgasmului și femeii în aceeași măsura ca și bărbatului. Fiind si o formă de control al sarcinii, această tehnică de asemenea prelungește plăcerea sexuală până la punctul de atingere a extazului mistic, conform lui J. William Lloyd, un practicant al acestei tehnici, a cărui proprie experiență a Conștiinței Cosmice apare în cartea Cosmic Consciousness, scrisă de psihiatrul canadian Richard M. Bucke, un prieten al poetului american Walt Whitman. În această practică, orgasmul este separat de ejaculare făcând posibilă experimentarea plăcerii fără a se ajunge la ejaculare, în timp ce se experimentează totuși orgasmul.
Unii aplică principiile continenței sexuale și masturbării, în timp ce  încercările unei persoane de a întârzia orgasmul cât de mult este posibil pentru a prelungi plăcerea este un fenomen cunoscut și sub denumirea de coitus sine ejaculatione seminis.
Unul din scopurile continenței sexuale este menținerea și într-adevăr intensificarea dorinței și plăcerii sexuale în interiorul relației de cuplu. Conform cu Alice Stockham, un autor ale secolului 19, îi trebuie organismului între două săptămâni până la o lună să își revină după o ejaculare... “Dacă procreația nu este scopul, lăsați ca declanșarea orgasmului final să fie în întregime evitată”.  Stockham susține că “luna de miere”  a unei relații poate să fie menținută la nesfârșit limitând fecvența ejaculărilor sau , preferabil, evitându-le în întregime.

### Coitus reservatus
Deși termenii sunt practic similari s-ar putea considera că există o mică diferență între karezza și coitus reservatus în cazul în care consideram că în karezza orgasmul este evitat de ambii parteneri. În coitus reservatus, spre deosebire de karezza, o femeie poate să obțină un orgasm prelungit în timp ce bărbatul se abține de la acest orgasm.
Ca și coitus interruptus, coitus reservatus nu asigură prevenirea  transmiterii bolilor sexuale. De asemenea nu este nici o metodă sigură contraceptivă.

#### Puncte de vedere
Scriitorul englez Aldous Huxley în romanul său Insula scrie că Maithuna, Yoga iubirii, este ...” același lucru cu coitus reservatus în biserica romano-catolică. Ajungând la punctul discuției despre coitus reservatus, Alan W. Watts în Nature, Man and Woman scrie: “... aș vrea să văd pe cineva care susține că apostolii au transmis într-adevăr o doctrina secretă bisericii, și că de-a lungul secolelor biserica a reușit să o țină ascunsă față de public. Dacă ar fi așa, ar rămâne mai secretă și mai "esoterică" decât oricare altă mare tradiție spirituală a lumii, încăt chiar  existența ei poate fi pusă la îndoială...". Scriitorul galez Norman Lewis, în amintirile sale despre perioada trăită în Napoli, pretinde că San Rocco ar fi sfântul patron al continenței sexuale(coitus reservatus): “I-am recomandat să bea – așa cum și localnicii o fac – marsala amestecată cu galbenuș de ou și să poarte icoana sfântului Rocco, patronul contineței sexuale ce poate fi găsită în orice magazin cu accesorii religioase”. Coitus reservatus a fost admisă parțial în învățăturile bisericii catolice în privința uniunii sexuale și a fost în general o formă permisă de uniune sexuală, dar a fost subiectul acelorași argumentări ca și coitus interruptus.
Psihologul Havelock Ellis scrie: “Coitus Reservatus – în care uniunea sexuală este menținută chiar și pentru perioade lungi de timp, în timpul cărora femeia poate avea orgasme multiple în timp ce partenerul ei reușește să își rețină orgasmul, - departe de a face vreun rău femeii, este probabil forma de uniune sexuală care îi oferă placerea și satisfacția maximă."
Comunitatea Oneida, fondată în secolul 19 de către John Humphrey Noyes a experimentat coitus reservatus care era denumită atunci chiar continență masculină într-un mediu creștin comunitar. Experimentul a durat aproximativ un sfert de secol și apoi Noyes a creat argintăria Oneida punând bazele companiei Oneida Silver Co. care a devenit apoi Oneida Limited.

### Rozicrucienii
Ordinul rozicrucienilor AMORC a declarat deschis că nu se angajează în practici sexuale de natură mistică. Această declarație a fost facută de liderul H. Spencer Lewis, doctor în filozofie. Organizația rivală, Fraternitatea Rozicruciană condusă de către Dr. R. Swinburne Clymer susține că se angajează în practici sexuale în scopul regenerării rasei umane. Dr. Clymer se opune practicii Karezza sau coitus reservatus și susține în schimb o formă de uniune sexuală în care cuplul experimentează orgasmul în același timp. Lewis declară FUDOSI, recunoscut și ca AMORC, ca organizația rozicruciană originală reprezentativă pentru America de Nord. Totuși secretarul FUDOSI, un sexologist francez, aprobă cu căldură  practica Karezza ca o tehnică americană importată pentru a restabili armonia în familie ca și în lume prin prevenirea pierderii și utilizării greșite a energiei sexuale.
Dr. Arnold Krumm-Heller pune bazele Fraternității Rozicruciene Antice(FRA), o școală rozicruciană din Germania cu ramificații în America de Sud și face  urmatoarea afirmație în privința comportamentului sexual: "Immissio Membri Virile In Vaginae Sine Ejaculatio Seminis"(Introdu penisul în vagin fără a ejacula sămânța). Samael Aun Weor a experimentat aceasta tehnică și a dezvoltat doctrina Căsătoriei Perfecte(The Perfect Matrimony).

### Controverse
Dr. Alice Stockham a fost trimisă în judecată și forțată să renunțe la învățătura practicii Karezza în SUA. Ca multi alți reformatori în domeniul sexualitatii Stockham a fost arestată de către Anthony Comstock.  Comstock era susținut de către Morris Ketchum Jessup un milionar American filantrop care era fondatorul YMCA din New York și a  Museum of Natural History. Împreună au fondat Comitetul New York pentru Eliminarea Viciilor care a atras mulți cunoscuți și puternici americani bogați cum ar fi J. P. Morgan. Comstock a făcut lobby în Congres pentru o lege severă împotriva obsecenității și controlului contracepțional. În câteva luni Congresul va semna legea Comstock și Comstock va fi desemnat agent special al U. S. Post Office pentru a pune legea în aplicare. A trimis astfel în închisoare pentru lungi perioade de timp mai multe tipuri de reformatori spirituali ai cuplurilor inclusiv pe Paschal Beverly Randolph care era un prieten personal al lui Abraham Lincoln. Ida Craddock se sinucide după ce a fost în mod repetat închisă pentru presupuse idei pornografice. Grupul Oneida a fost atacat de presă și Noyes forțat să fugă în Canada pe 22 iunie 1879. De aici sfătuiește pe ceilalți să urmeze îndrumările  apostolului Pavel , fie căsătorie, fie celibat, și să respecte poruncile împotriva adulterului și concubinajului.